# Re/Oblivious
Re/Oblivious è il primo EP del gruppo femminile giapponese Kalafina, pubblicato il 23 aprile 2008 . L'EP è arrivato alla trentasettesima posizione della classifica Oricon degli album più venduti in Giappone.

## Tracce
1. oblivious ~Fukan Fukei mix (oblivious ～俯瞰風景 mix?)
2. interlude 01
3. Kimi ga Hikari ni Kaete Iku ~acoustic ver. (君が光に変えて行く ～acoustic ver.?, You Turn It Into Light ~acoustic ver.)
4. interlude 02
5. Kizuato ~piano2 mix (傷跡 ～piano² mix?, Scar ~piano2 mix)
6. finale